# Ivan Wyschnegradsky
Ivan Wyschnegradsky   (Sant Petersburg, 4 de maig de 1893 (Julià) - París, 29 de setembre de 1979), nascut Ivan Aleksàndrovitx Vixnegradski, rus: Ива́н Алекса́ндрович Вышнегра́дский, fou un compositor francès d'origen rus.

## Biografia
Ivan Wyschnegradsky va néixer a Sant Petersburg el 4 de maig de 1893. El seu pare era banquer i la seva mare poetessa. El seu avi va ser un famós matemàtic que va ser ministre de Finances d'Alexandre III des de 1888 fins a 1892. Després d'estudiar a la Primera Escola Clàssica de Sant Petersburg i el seu batxillerat, Wyschnegradsky entrà la Facultat de Matemàtiques de la Universitat de Sant Petersburg. Va prendre cursos d'harmonia, composició i orquestració (1911-1915) amb Nikolai Sokolov, professor del Conservatori de Sant Petersburg. A partir del 1912 va ingressar a la Facultat de Dret. La seva primera obra pública Andante religioso et funèbre s'estrena al teatre Pavlovsk sota la direcció d'Aslanov, en presència de César Cui qui «el felicita per la seva moderació».
El 1916, va compondre el Dia de Brahma, que es convertiria en el Dia de l'existència, per a recitador, gran orquestra i cor mixt ad libitum. El 1917, la vigília de la revolució, va acabar els estudis de dret. Al novembre, el seu pare va ser arrestat. Ivan s'adhereix a l'ideal de la Revolució Russa i compon l'Evangeli vermell, opus 8. El 1919, desenvolupa el seu primer projecte de notació de dotzenes parts del to. L'any següent, va emigrar a París. La casa Pleyel li va proporcionar un piano de transmissió pneumàtica que no el va satisfer del tot (1921). Vol construir un veritable piano de quart de to i creu que només ho pot fer a Alemanya. Va demanar a Straube un harmònium de quart de to, tipus Moellendorf. El 1922 i el 1923 va viatjar a Alemanya en diverses ocasions on va conèixer a Rolf Stein, Alois Hába, Georges Mager i Willy von Möllendorff. L'any següent, es va casar amb Hélène Benois que li va donar un fill, Dimitri (1924). El 1926, es va divorciar i després va demanar un piano de quarts tons de Foerster (1927). El quartet Vandelle li va estrenar el Prélude et fugue, Opus 15. El 1929, el piano Foerster va arribar a París. Coneix a Lucille Markoff (Gayden), la seva futura esposa. Va publicar el Quarter-tone Harmony Manual (1932) i va compondre els Vint-i-quatre Preludis en tots els tons de l'escala cromàtica diatònica de tretze tons, per a dos pianos de quarts de tons (1934).
El 25 de gener de 1937, en un concert totalment dedicat a la seva música, va conèixer Olivier Messiaen, després Henri Dutilleux i Claude Ballif. Ell enregistra el lent moviment de la simfonia Així, va parlar Zarathustra per a pianos de quatre quarts. El 1942 va ser arrestat pels alemanys i traslladat a Compiègne, on va romandre durant dos mesos. La seva dona, de nacionalitat nord-americana, és arrestada i traslladada a Vittel. L'11 de novembre de 1945, Gisèle Peyron i Mady Sauvageot, sopranos, Lili Fabrègue, viola, Yvette Grimaud, Yvonne Loriod, Pierre Boulez i Serge Nigg, els pianos donen un concert d'obres de Wyschnegradsky. Patint de tuberculosi, es va allotjar al sanatori de St Martin-du-Tertre. André Souris fa l'estrena belga de la simfonia Així va parlar Zarathoustra per a quatre pianos de quart de to (Brussel·les, 14 de febrer de 1947), enregistrada en el disc el 1938 per Monique Haas. Pierre Boulez, Yvette Grimaud, Claude Helffer i Ina Marika creen el segon fragment simfònic, Opus 24 (París, 28 de novembre de 1951). The Musical Review publica un número especial sobre Ivan Wyschnegradsky i Nikolaj Obukhov. El 1977, Martine Joste va organitzar un gran concert a Radio-France. Al Canadà, Bruce Mather fa el mateix. El 1978, Alexandre Myrat, al capdavant de l'Orquestra Filharmònica de Radio-France, va crear el Dia de l'existència. És convidat pel DAAD com a compositor a residència a Berlín. No pot anar-hi per motius de salut. Radio-France li va encarregar un trio de corda. Va morir el 29 de setembre de 1979, als 86 anys.
El 1983 es va fundar una Associació Ivan Wyschnegradsky a París, sota la presidència de Claude Ballif.